# Ahora en Común

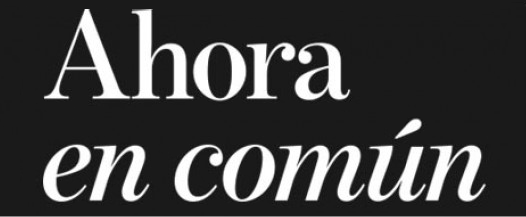
Logotipo de la plataforma ciudadana.

Ahora en Común es el nombre que recibió una plataforma ciudadana española, surgida tras las elecciones autonómicas y municipales de mayo de 2015, que fue respaldada por numerosas personas del ámbito político y de la sociedad civil. Esta plataforma tenía como objetivo inicial la creación de una candidatura para las elecciones generales en la que confluyeran todos los partidos políticos, organizaciones sociales y personas independientes de izquierdas, haciendo especial hincapié en facilitar una convergencia entre Podemos e Izquierda Unida. A pesar de la negativa inicial de Podemos a integrarse en este movimiento, la plataforma siguió adelante con Izquierda Unida, Equo y otras organizaciones afines.
En septiembre de 2015, la marca «Ahora en Común» fue registrada como partido político por miembros del grupo promotor de la plataforma, los cuales la abandonaron un mes más tarde dada su politización, la negativa reiterada de Podemos a participar en unas primarias con las demás organizaciones y las informaciones que habrían recibido de negociaciones "a puerta cerrada" entre partidos. Este hecho obligó a la plataforma, desprovista de sus impulsores iniciales, a buscar un nombre distinto, eligiéndose el de Unidad Popular.
En la actualidad, el grupo promotor que abandonó la plataforma reserva la marca «Ahora en Común» solo para partidos políticos de ámbito local que se adecúen al espíritu inicial de la plataforma, es decir, que cuenten con unas primarias abiertas a todas las formaciones.
En la actualidad, de cara a elecciones autonómicas, generales o europeas están integrados o piden el voto para Unidos Podemos o candidatura considerada equivalente a Unidos Podemos según circunscripción.

## Trayectoria

### Antecedentes y manifiesto fundacional
En las elecciones municipales de mayo de 2015 varias candidaturas ciudadanas obtuvieron la alcaldía de varias capitales de provincia españolas, resultado de procesos de confluencia en los que participaron además de ciudadanos a título individual varios partidos políticos como Podemos, Izquierda Unida (IU), Equo, Anova-Irmandade Nacionalista o Iniciativa per Catalunya Verds. En cambio, en las elecciones autonómicas celebradas en esa misma fecha, IU sufrió un desplome importante y Podemos quedó por detrás de los principales partidos políticos, PP y PSOE.
Considerando que la convergencia era "el único camino" para ganar las elecciones generales de diciembre de 2015, el candidato a la presidencia del gobierno de IU, Alberto Garzón, planteó a su organización la opción de concurrir a los comicios dentro de candidaturas ciudadanas similares a las de Ahora Madrid y Barcelona en Comú, iniciativa que apoyó el 91% de la dirección de IU, con lo que se abrió una ronda de contactos con líderes de otros partidos de izquierdas. Un mes después de las elecciones locales, en el marco de este llamamiento a la confluencia, el líder de Podemos, Pablo Iglesias, recibió a Garzón en la sede de su partido para escuchar su oferta de acuerdo electoral, pero a pesar de la sintonía existente entre los dos líderes, Iglesias rechazó cualquier alianza entre Podemos e IU, aunque no con el propio Alberto Garzón.
Unos días después de que la dirección de IU aprobara la nueva estrategia para las elecciones generales, el director del programa radiofónico Carne Cruda, Javier Gallego, publicó un artículo titulado «Ahora en común» que sintetizaba la idea sobre la que se basaría la nueva plataforma: la necesidad de crear una candidatura unitaria entre Podemos, IU y otras fuerzas de izquierdas que permitieran conseguir el cambio político. La noche del 7 de julio de 2015 nació formalmente la plataforma Ahora en Común, con la publicación de un manifiesto firmado por numerosas personas del ámbito político y de la sociedad civil, cuyo origen se inició al término de las elecciones municipales de mayo del 2015, de un proceso viral que comenzó con «David Leal», un promotor de candidaturas ciudadanas y «Jusore», un activista del Movimiento 15-M, sin comunicación previa alguna con Garzón o Iglesias y que fortuitamente decidieron convocar, desde la ciudadanía, procesos de confluencia amplios hacia las elecciones generales.

### Adhesiones y reacciones negativas
Tras la presentación de la plataforma Ahora en Común, Pablo Iglesias aseguró que Izquierda Unida estaba detrás del proyecto y rechazó la integración de Podemos en él. A finales de julio de 2015, Podemos decidió mediante referéndum que toda convergencia con otras formaciones debería preservar el nombre del partido, seguido de un guion que incluyera el nombre de la plataforma de confluencia («Podemos-X»). Como requisito, estas plataformas deberían celebrar primarias en cada una de las circunscripciones en las que se presentasen.
Tras las elecciones catalanas de septiembre de 2015, Pablo Iglesias calificó de «altamente decepcionantes» los resultados obtenidos por Catalunya Sí que es Pot (CSQP), coalición en la que Podemos se presentaba junto a Iniciativa per Catalunya Verds (ICV) y la federación catalana de Izquierda Unida (EUiA). El hecho de que CSQP obtuviese dos escaños por debajo de los obtenidos por ICV-EUiA en las elecciones autonómicas de 2012 fue interpretado por Podemos como un rechazo del electorado a la confluencia. El cofundador de Podemos, Juan Carlos Monedero, aseguró que la «sopa de siglas» y la «agregación de partidos» son una fórmula «que no funciona». En este sentido, Pablo Iglesias reiteró que «la papeleta del cambio en las generales tendrá el logo y el nombre de Podemos».
El 12 de septiembre de 2015, la plataforma celebró su primera asamblea estatal con una participación de más de un millar de personas. En ella se decidió celebrar primarias durante el mes de octubre. Estas elecciones internas se dividirían en dos partes: una para elegir al candidato a la presidencia del Gobierno y otra para diseñar las listas de cada circunscripción para el Congreso y el Senado. Además, se decidió posponer la dotación de una forma jurídica a la plataforma para no dificultar posibles pactos entre Podemos e IU.
Al día siguiente de la primera asamblea estatal de la plataforma, el comité federal de Izquierda Unida aprobó, sin ningún voto en contra, confluir en Ahora en Común. Este hecho implicaría, por primera vez en la historia de este partido, concurrir a unas elecciones bajo unas siglas diferentes. No obstante, algunas voces críticas como la de Gaspar Llamazares (Izquierda Abierta) advirtieron de una posible «sumisión y asimetría» durante el proceso de convergencia.
Por su parte, desde la aparición de Ahora en Común, Alberto Garzón siempre se mostró dispuesto a concurrir a unas primarias para liderar la plataforma y llegó a sugerir la posibilidad de que ésta se presentase a las elecciones generales sin Podemos.

### Registro como partido y creación de Unidad Popular
Ahora en Común se registró como partido político en el Ministerio del Interior el 18 de septiembre de 2015. La inscripción se realizó sin ser publicitada y con el objetivo de evitar la usurpación de la marca, como ya le ocurrió a Barcelona en Comú.
A finales de septiembre de 2015, los miembros impulsores de Ahora en Común se desvincularon de la plataforma ante la negativa de Podemos a integrarse en la misma, aludiendo discrepancias en su gestión; en particular, por el proceso de politización que a su juicio se estaba produciendo. Entre aquellos que abandonaron la plataforma se encontraban los miembros que habían registrado la marca Ahora en Común en la Oficina de Patentes y Marcas y en el registro de partidos políticos del Ministerio del Interior. El motivo esgrimido por las personas que registraron la marca Ahora en Común fue que pudiese utilizarse para los partidos políticos de ámbito local que se adecuasen a la "propuesta inicial de la plataforma", que celebrasen primarias abiertas a todas las formaciones. Desde ese momento la plataforma Ahora en Común pasó a llamarse Unidad Popular.